# El Paují (Falcón)
Pour les articles homonymes, voir El Pauji.
El Paují est la capitale de la paroisse civile d'El Paují de la municipalité de Federación de l'État de Falcón au Venezuela.